# Krupsko
Krupsko (ukr. Крупське) – wieś na Ukrainie. Należy do rejonu stryjskiego (do 2020 roku do rejonu mikołajowskiego) w obwodzie lwowskim, nad Dniestrem; liczy 1494 mieszkańców.

## Historia
Stanisław Beydo Rzewuski herbu Krzywda przez pewien czas posiadał wieś Krupsko w powiecie żydaczowskim za I Rzeczypospolitej.
W II Rzeczypospolitej do 1934 roku wieś stanowiła samodzielną gminę jednostkową w powiecie żydaczowskim w woj. stanisławowskim. W związku z reformą scaleniową została 1 sierpnia 1934 roku włączona do nowo utworzonej wiejskiej gminy zbiorowej gminy Rozdół w tymże powiecie i województwie. 
W 1944 nacjonaliści ukraińscy z OUN-UPA zamordowali tutaj 16 Polaków, grabiąc polskie gospodarstwa.
Po wojnie wieś weszła w struktury administracyjne Związku Radzieckiego.
W Krupsku urodziła się Tekla Juniewicz, superstulatka.